# Сенюков, Сергей Васильевич
Сергей Васильевич Сенюков (27 января 1955 — 1 сентября 1992) — советский спортсмен, чемпион Европы по прыжкам в высоту 1976, почётный гражданин штата Техас.

## Биография
Родился 27 января 1955 года в Черновцах. Окончил местную СШ № 20 и Львовский институт физической культуры. Лёгкой атлетикой начал заниматься с шестого класса, под руководством Владимира Степанова, который впоследствии стал заслуженным тренером СССР и Украины.
На национальной арене впервые заявил о себе в 1972 году победой на Спартакиаде школьников СССР в Киеве. Через год отпраздновал первый успех на международной арене — стал серебряным призёром юниорского чемпионата Европы (ФРГ).
Норматив мастера спорта выполнил в 1972 году, мастера спорта международного класса — в 1974 году (2 м 21 см).
Самый большой успех в карьере — победа на зимнем чемпионате Европы 1976 года в Мюнхене (ФРГ). В том же году установил рекорд УССР в помещении (2 м 26 см). На Олимпийских играх 1976 в Монреале занял пятое место. Но уже вскоре он выиграл матч США — СССР, оставив позади и рекордсмена мира Дуайта Стоунза. Хозяева соревнований были в восторге как от его победы, так и от ковбойских способностей. Есть история, якобы он на коне перепрыгнул через стол, за которым сидели члены спортивных делегаций двух стран. Был сделан почётным гражданином штата Техас. Матч США — СССР выигрывал трижды. Неоднократно побеждал и становился призёром на различных соревнованиях всесоюзного и международного уровня, в том числе в матче СССР — ФРГ (первое место), международных соревнованиях «Золотая шиповка» в Остраве (первое место), Всемирный фестиваль на Кубе (первое место).
После окончания карьеры некоторое время был военным, затем работал во Львове в милиции. Умер 1 сентября 1992 года.